# Атлас Джет
Не путать с Atlasjet, Atlas Air о Atlas Blue

Изображение товарного знака, знака обслуживания ЗАО «Авиационная компания РусЭйр»

«А́тлас Джет» (ранее — «РусЭйр»; юридическое название — ЗАО «Атлас Джет») — бывшая российская авиакомпания (ныне авиаброкер), специализирующаяся на перевозках деловой авиации и чартерных рейсах. Базируется в аэропортах «Шереметьево» (Москва), «Толмачёво» (Новосибирск), «Новокузнецк-Спиченково» (Новокузнецк) и «Курумоч» (Самара).

## История
Авиакомпания была основана в 1994 году и уже в ноябре начала операционную деятельность под названием «CGI Aero». В 2002 была переименована в «РусЭйр».
14 июля 2011 года Федеральное агентство воздушного транспорта (Росавиация)  приняло решение о приостановке действия сертификата эксплуатанта авиакомпании «РусЭйр» на 3 месяца.
17 августа 2011 года Росавиация аннулировала сертификат эксплуатанта авиакомпании «РусЭйр».
28 октября 2011 года авиакомпания была переименована в «Атлас Джет».
В 2012 году «Атлас Джет» попыталась в судебном порядке оспорить решение Росавиации об аннулировании сертификата эксплуатанта авиакомпании, однако эта попытка не увенчалась успехом.

## Флот
На июнь 2011 года воздушный парк компании состоял из 13 ближне- и среднемагистральных самолётов, Ту-134 — 8 единиц, Як-42 — 3 единицы, Як-40 — 2 единицы.

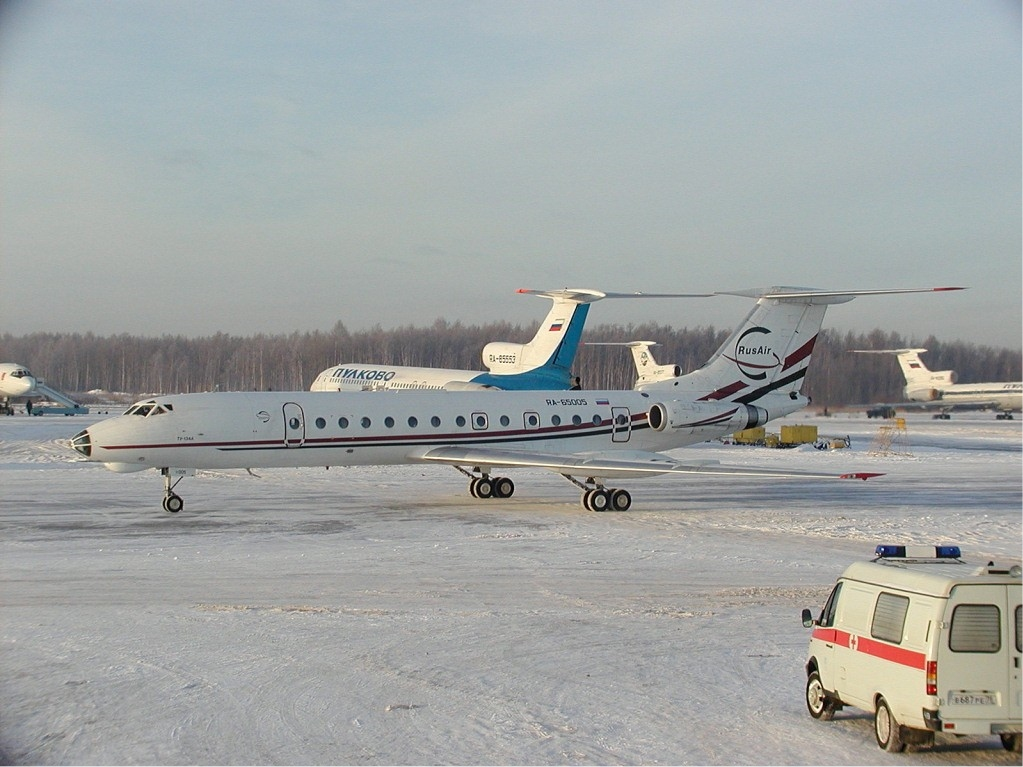

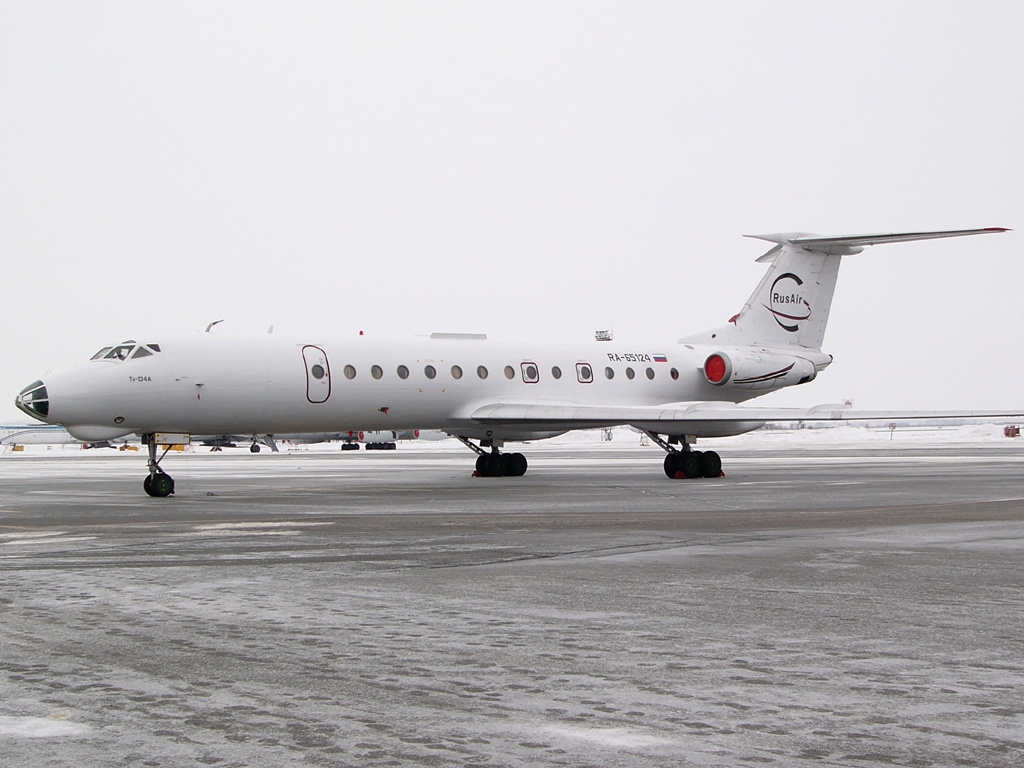

По состоянию на конец 2014 года перевозчик осуществляет деятельность авиаброкера по организации чартерных воздушных перевозок российскими авиакомпаниями бизнес-авиации. Ранее имевшиеся в её флоте Ту-134 переданы в авиакомпанию «Центр-Юг».

## Катастрофы
20 июня 2011 Самолёт Ту-134, бортовой номер 65691 потерпел крушение при посадке в 2 километрах от республиканского аэропорта «Бесовец» под Петрозаводском. Погибло 47 человек из находившихся на борту 52.
Единственный выживший член экипажа, стюардесса Юлия Скворцова, была впоследствии уволена руководством компании «по сокращению штата на одну единицу» потому, что компания отказалась компенсировать ей затраты на лечение полученных травм.